# Старый Свинесундский мост
Старый Свинесундский мост (норв. Gamle Svinesundsbrua, швед. Gamla Svinesundsbron ) — мост через залив Свинесунд на границе Швеции и Норвегии.

## История моста
До постройки моста транспортное сообщение через залив Свинесунд осуществлялось паромной переправой. В 1938 году парламенты Швеции и Норвегии приняли решение о строительстве автодорожного моста. Местоположение моста было выбрано в 50 метрах к востоку от паромной пристани.
Мост был открыт 15 июня 1946 года королём Норвегии Хоконом VII и наследным принцем Швеции Густавом Адольфом с Принцессой Луизой. На церемонии открытия моста присутствовало около 15 000 человек.
На норвежском берегу был установлен памятный знак, на котором расписались король Норвегии Хокон VII и наследный принц Швеции Густав Адольф.

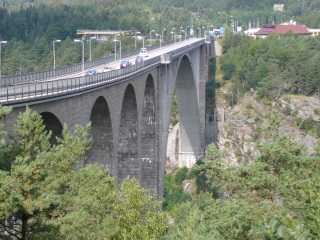

Являясь пограничным переходом между Швецией и Норвегией, мост пропускал в сутки до 25 тыс. автомобилей.
В 2005 году был построен новый мост, который взял на себя основной поток автомобилей, следующих по шоссе E6. Для автомашин массой более 3,5 тонн проезд по мосту был запрещён.
31 августа 2005 года Старый Свинесундский мост был объявлен памятником культурного наследия Норвегии и Швеции .
В 2006–2008 гг. был произведён ремонт моста, в ходе которого были заменены перильные и барьерные ограждения, освещение, покрытие проезжей части и тротуаров, установлено новое освещение. Работы стоимостью 35 млн. NOK финансировали Дорожные администрации Швеции и Норвегии.
Проезд по мосту платный. Для удобства туристов на шведском берегу устроена платформа для обзора моста.
С 2000 года норвежская компания Midnight Sun Bungee Team безрезультатно пытается добиться разрешения на банджи-джампинг с моста.  

## Строительство моста
1 апреля 1939 года начались буровзрывные работы для сооружения опор моста. 
Когда Германия вторглась в Норвегию в апреле 1940 года, строительные работы были на некоторый срок прекращены. Затем строительство моста возобновилось. Планировалось открыть мост для движения в 1942 году. 6 июля 1942 года по невыясненным причинам произошёл сильный взрыв, который серьёзно повредил мост. До сих пор неясно был ли это несчастный случай, либо диверсия. На три года строительство было приостановлено. В 1945 году работы возобновились.
Для строительства промежуточных опор использовались башенные краны (высота опор более 50 метров). Арочные пролётные строения возводились с помощью деревянных кружал. Для бетонирования центрального пролёта моста были сооружены арочные распорные кружала, опирающиеся на опоры моста. Всего было использовано около 14000 кубометров древесины для изготовления кружал.

## Конструкция
Мост арочный, имеет 7 пролётов. Боковые пролёты и опоры моста выполнены из гранита, центральный пролет — из железобетона. Полная длина моста составляет 420 м. Центральный пролёт имеет длину 165 м. Высота моста над уровнем воды составляет 58 м. На мосту две полосы движения и два пешеходных тротуара.